# گلوبو گروپ
گلوبو گروپ (انگلیسی: Globo Group) بزرگترین گروه رسانه‌های جمعی آمریکای لاتین است که در سال ۱۹۲۵ در ریودوژانیرو، برزیل، توسط ایرینئو مارینهو تأسیس شد. همچنین این گروه قبلاً متعلق به شرکت‌های صنایع غذایی، املاک و بازارهای مالی بوده‌است.